# 卡米拉·斯科利莫夫斯卡
卡米拉·斯科利莫夫斯卡（波蘭語：Kamila Skolimowska，1982年11月4日—2009年2月18日）是一名波兰链球运动员，2000年悉尼奥运会金牌得主，當時為最年轻的奥运会链球冠军，她还在欧洲田径锦标赛上夺得过两枚奖牌。她最好的链球成绩是在2007年5月在多哈创下的76.83米，为波兰纪录。2009年2月18日，斯科利莫夫斯卡在训练中猝死。

## 运动生涯
斯科利莫夫斯卡1982年生于华沙。1996年，她就成为国内冠军， 并创下国家纪录。她15岁在1997年欧洲青年田径锦标赛赢得一枚链球金牌，一举成名 。这是欧洲青年锦标赛首次设有链球项目 。1997年她蝉联国内冠军，并创下1997年她个人最好成绩，63.48米，1999年，她把成绩提高到66.62米。她在1998年欧洲田径锦标赛上取得第七名的成绩 ，1999年世界少年田径锦标赛上赢得金牌，1999年世界田径锦标赛上取得第21名的成绩 。
2000年悉尼奥运会女子链球项目金牌热门米哈拉·梅林特因未能通过药检而在预赛前被取消资格  。斯科利莫夫斯卡赢得链球冠军，创下截至当时她本人最好成绩，71.16 米。斯科利莫夫斯卡当时年仅17 岁零331 天，成为截至到伦敦奥运会最年轻的奥运会链球金牌得主。   这是奥运会第一次设置女子链球项目，因此她的成绩也成了奥运会纪录，这一纪录保持了四年。她因此成就获得波兰金十字勋章 。
2001赛季，斯科利莫夫斯卡在埃德蒙顿2001年世界田径锦标赛上获得第四名，成绩为68.05米 。一个月后，在墨尔本国际田径联合会大奖赛总决赛她把成绩提高到71.71米并获得冠军， 创下新的波兰国家纪录。2002年，她在欧洲田径锦标赛上以72.46米的成绩夺得银牌，这是她在奥运会后取得的第一枚奖牌。赛季末，她在马德里2002年世界杯田径赛上取得第五名。
斯科利莫夫斯卡在2003年和2004年没有创下新的国家纪录。在2003年世界田径锦标赛和2003年国际田联田径总决赛上成绩都是第八名 。2004年雅典奥运会上，斯科利莫夫斯卡在女子链球决赛上以72.57米的成绩位列第五，这也是她本赛季掷出的最好成绩。2004年国际田联田径总决赛上取得第五名的名次 。
2005年世界田径锦标赛上，斯科利莫夫斯卡取得第七名 ，四天后，她出现在2005年夏季世界大学生运动会赛场上，并夺得金牌 。在2005年国际田联田径总决赛，她位列第二名。她在雅典2006年世界杯田径赛上，以75.29米的成绩夺得金牌 ，并创下新的波兰国家纪录。2006年是她的运动生涯中较为成功的一年，她还取得2006年欧洲田径锦标赛铜牌和2006年国际田联田径总决赛银牌。 2007年5月，在国际田联超级大奖赛多哈站上，斯科利莫夫斯卡以76.83米的成绩夺得金牌，并把自己的成绩提升了一米多，并创造了赛会记录。2007年世界田径锦标赛和2007年国际田联田径总决赛上，她的名次都是第四名。 
2008年是斯科利莫夫斯卡不太成功的一年，赛季最佳成绩仅为73.50米，是在6月份在华沙取得的。在北京奥运会上，她通过了预赛，但在决赛中三次试投全部砸网，没有成绩 。

## 猝死离世
2009年，年仅26岁的斯科利莫夫斯卡在葡萄牙训练时猝死，媒体最初报道的死因是心脏病突发，尸检结论为肺栓塞。 相关人员提出，如果有医生随队，她的身体状况可以提前预防。

## 比赛成绩
| 年        | 賽事               | 舉辦城市             | 名次      | 記錄      |
| 代表 波蘭 | 代表 波蘭          | 代表 波蘭            | 代表 波蘭 | 代表 波蘭 |
| --------- | ------------------ | -------------------- | --------- | --------- |
| 1997      | 欧洲青年田径锦标赛 | 斯洛文尼亚卢布尔雅那 | 1         | 59.72 m   |
| 1998      | 欧洲田径锦标赛     | 匈牙利布达佩斯       | 7         | 62.68 m   |
| 1999      | 世界田径锦标赛     | 西班牙塞维利亚       | 21(预赛)  | 50.38 m   |
| 2000      | 奥运会             | 澳大利亚悉尼         | 1         | 71.16 m   |
| 2000      | 世界青年田径锦标赛 | 智利圣地亚哥         | 20 (预赛) | 51.84 m   |
| 2001      | 世界田径锦标赛     | 加拿大埃德蒙顿       | 4         | 68.05 m   |
| 2001      | 友好运动会         | 澳大利亚布里斯班     | 1         | 70.31     |
| 2002      | 欧洲田径锦标赛     | 德国慕尼黑           | 2         | 72.46 m   |
| 2003      | 欧洲U23田径锦标赛  | 波兰比得哥什         | 1         | 71.38 m   |
| 2003      | 世界田径锦标赛     | 法国巴黎             | 8         | 68.39 m   |
| 2004      | 奥运会             | 希腊雅典             | 5         | 72.57 m   |
| 2005      | 世界田径锦标赛     | 芬兰赫尔辛基         | 7         | 68.96 m   |
| 2005      | 大学生运动会       | 土耳其伊兹密尔       | 1         | 72.75 m   |
| 2006      | 欧洲田径锦标赛     | 瑞典哥德堡           | 3         | 72.58 m   |
| 2007      | 世界田径锦标赛     | 日本大阪             | 4         | 73.75 m   |
| 2008      | 奥运会             | 中国北京             | 12        | 无成绩    |

## 外部連結
- 卡米拉·斯科利莫夫斯卡在的頁面